# Caletore
Caletore (in greco antico: Καλέτωρ?, Kalétôr) è un personaggio della mitologia greca. Fu un guerriero troiano.

## Genealogia
Figlio di Clizio.
Non ci sono notizie di spose o progenie.

## Mitologia
In seguito allo scoppio della guerra, che vide il fronteggiarsi di due temibili eserciti rivali, Caletore accompagnò i suoi compatrioti nelle mischie più cruente, senza tuttavia mai allontanarsi dal cugino Ettore, il quale si rivelava la vera salvezza per le file troiane.
Durante l'avanzata dei Troiani verso l'accampamento e le navi achee, Caletore fu uno dei primi ad abbattersi sui nemici per appiccare fuoco ai loro navigli. Fu il primo tra tutti i Troiani a gettare la sua fiaccola su una delle navi achee, ma il grande Aiace Telamonio, postosi in difesa di queste ultime insieme al fratello arciere Teucro, trafisse il nemico al petto con la sua lancia. Il giovane Caletore, colpito mortalmente, non poté più avanzare, ma crollò all'indietro lasciando andare la fiaccola, la quale rotolò per terra tra i suoi compagni.
Di fronte alla perdita di un così caro parente, Ettore s'infiammò di dolore e parlò ad alta voce tra le sue schiere e gli alleati dei Troiani:
(Commento di Ettore, Omero, Iliade, libro XV, versi 425-428.)
Poi, furibondo per la perdita di Caletore, scagliò la sua lancia contro il suo assassino, Aiace, ma l'eroe acheo riuscì ad evitarla, cosicché questa si piantò nella testa di Licofrone, suo scudiero, il quale cadde a terra morto, dalla poppa della nave.